# Unicornia flava
Unicornia flava is een hooiwagen uit de familie Zalmoxioidae.